# فأرة البلاي ستيشن
فأرة البلاي ستيشن (بالإنجليزية: PlayStation Mouse)‏ أو بلاي ستيشن ماوس هو جهاز إدخال لمشغل بلاي ستيشن يسمح للاعب باستخدام الفأرة كوسيلة للتحكم في الألعاب المتوافقة. صدرت الفأرة في اليابان في 3 ديسمبر 1994، وهو تاريخ إطلاق بلاي ستيشن.
الفأرة نفسها عبارة عن فأرة الكرة بسيط ثنائي الزر يُوَصَّل مباشرة بمنفذ جهاز تحكم بلاي ستيشن بدون محولات أو تحويلات وهو أحد إكسسوارات سوني المدعومة بالكامل. ضُمِنَ معه بساط فأرة يحمل شعار بلاي ستيشن.
تستخدم الفأرة بشكل أساسي للإشارة والنقر فوق المغامرات والألعاب الأخرى التي تستخدم الفأرة للتحكم في المؤشر. في السنوات اللاحقة، تستخدم ألعاب تصويب منظور الشخص الأول أيضًا الأجهزة الطرفية لتوجيه وجهة نظر اللاعب بنفس طريقة الألعاب المماثلة على جهاز الحاسوب. يستخدم أيضًا بواسطة لعبة الرماية بالمسدس الضوئي إيريا 51 كجهاز تصويب بدلاً من توافق المسدس الضوئي.[بحاجة لمصدر]